# Вади ас-Салька
Вади ас-Салка или Вади ас-Салька (араб. وادي السلقا)‎ — палестинский сельскохозяйственный город в провинции Дейр-эль-Балах, расположенный к югу от Дейр-эль-Балаха. По данным Палестинского центрального статистического бюро (PCBS), в 2017 году население муниципалитета составляло 6715 человек.
Более половины жителей моложе 18 лет.
После введения экономических санкций в отношении сектора Газа после победы ХАМАС на выборах в законодательные органы Палестинской национальной администрации в 2006 году около 85 % населения Вади ас-Салька живут в условиях нищеты.